# Polidextrosa
Las Polidextrosas son polisacáridos que se utilizan como ingrediente alimentario, clasificándose como fibras solubles. Se emplea frecuentemente en el diseño de bebidas y alimentos bajos en calorías, debido a que reemplaza al azúcar, reduce la ingesta de calorías así como el contenido graso. Se trata de un compuesto alimenticio multipropósito que se sintetiza a partir de la dextrosa, más un 10 por ciento de sorbitol y un uno por ciento de ácido cítrico. Su número E es E1200. La US FDA aprobó su uso en el año 1981. En Estados Unidos se comercializa bajo la denominación Litesse, Sta-Lite, y Trimcal

## Historia
En la década de los ochenta el químico japonés Otsuka lanzó una polidextrosa denominada Fibermini, esta substancia proporcionaba sabor al mismo tiempo que textura debido a que era una fibra sintetizada mediante polimerización térmica de la glucosa. La polidextrosa fue inicialmente comercializada por Pfizer (investigada por el profesor Hans H. Rennhard ) y en la actualidad se encuentra bajo Danisco.

## Características
Se trata de una sustancia soluble en agua, de sabor neutro. Se puede comercializar en soluciones acuosas (al 70%) así como en bloques sólidos compactos. Es una sustancia estable ante extremadas temperaturas y pH. Proporciona un sabor muy agradable en las bebidas refrescantes. Su densidad calórica es de 1cal/gramo. Su ingesta suele ser parcialmente absorbida en el intestino delgado y por lo tanto fuera del ciclo de la absorción/generación de insulina. Es eliminado por las heces. Es considerada una fibra con propiedades pre-bióticas, siempre que se administre en cantidades de 10 a 12 gramos diarios. Se emplea bastante como edulcorante del chocolate.